# 布崎駅
布崎駅（ぬのざきえき）は島根県出雲市園町に位置する一畑電車北松江線の駅である。駅番号は10。

## 歴史
- 1915年（大正4年）2月4日：開業。
- 1916年（大正5年）6月5日：園駅寄りに位置変更。雲州平田 - 布崎間が1.8マイルから2.2マイルに、布崎 - 園間は1.3マイルから0.9マイルとなる[1]。
- 1983年（昭和58年）1月17日：無人駅化[2]。
  - ただし2004年頃までは学校の長期休暇期間を除く平日の朝（最末期は7時35分から8時35分まで）に係員が配置されていた。
- 2006年（平成18年）4月1日：一畑電気鉄道の持株会社移行に伴い、新設の一畑電車株式会社が鉄道事業を承継。

## 駅構造
松江方面に向かって右側に単式ホーム1面1線を有する地上駅（停留所）。無人駅である。ホームは急カーブ上に位置しており、乗降には注意を要する。

## 利用状況
1日平均の乗降人員は以下の通り。
| 年度   | 1日平均 乗車人員 | 1日平均 乗降人員 |
| ------ | ---------------- | ---------------- |
| 1999年 | 119              | 270              |
| 2000年 | 127              | 265              |
| 2001年 | 96               | 211              |
| 2002年 | 70               | 144              |
| 2003年 | 61               | 117              |
| 2004年 | 72               | 136              |
| 2005年 | 88               | 172              |
| 2006年 | 77               | 155              |
| 2007年 | 80               | 159              |
| 2008年 | 81               | 163              |
| 2009年 | 77               | 171              |
| 2010年 | 65               | 147              |
| 2011年 | 63               | 128              |
| 2012年 | 74               | 151              |
| 2013年 | 74               | 153              |
| 2014年 | 67               | 133              |
| 2015年 | 58               | 121              |
| 2016年 | 65               | 127              |
| 2017年 | 66               | 138              |
| 2018年 | 65               | 139              |
| 2019年 | 64               | 130              |
| 2020年 | 56               | 113              |
| 2021年 | 61               | 122              |

## 駅周辺

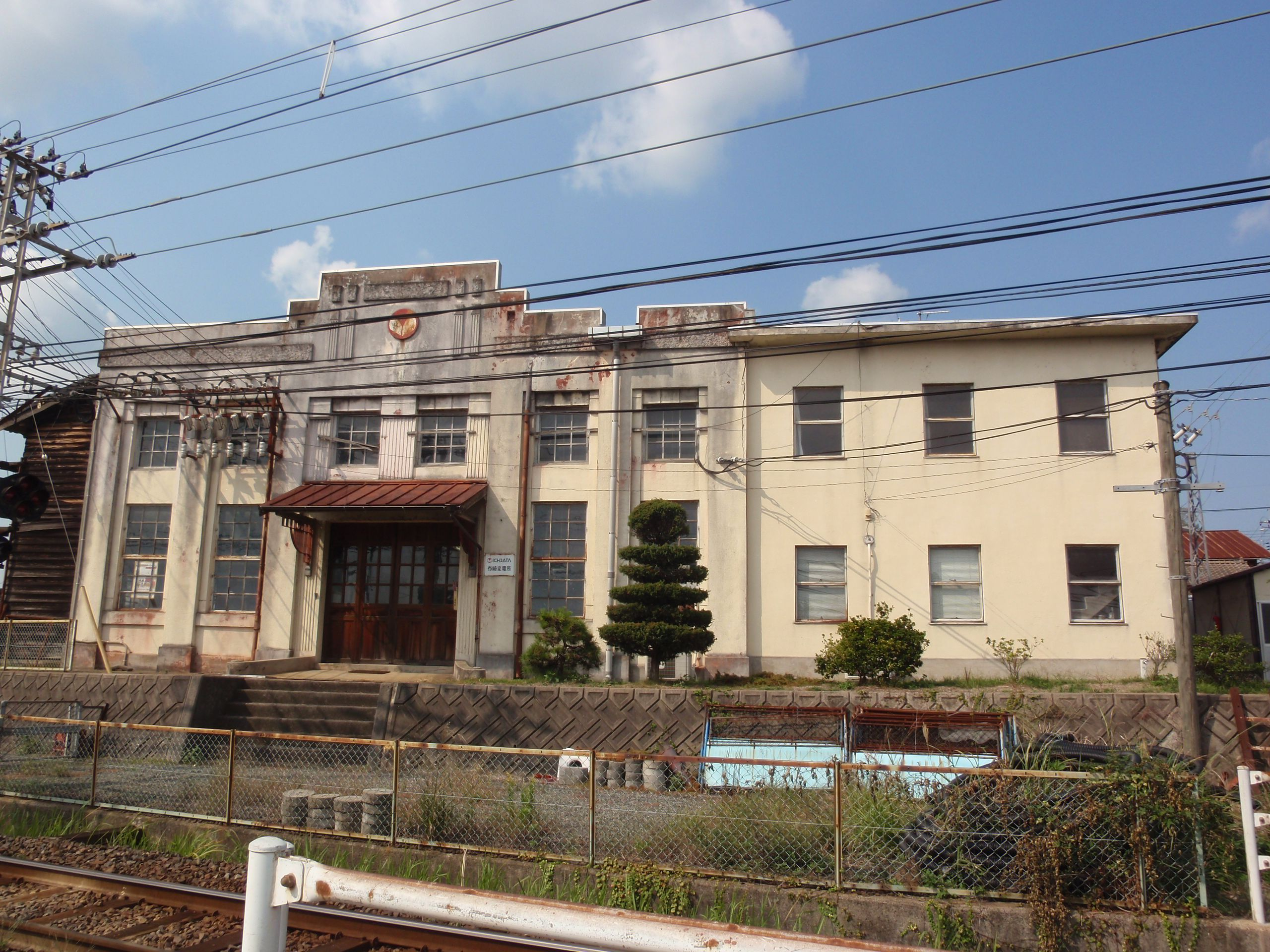
布崎変電所

- 布崎変電所

一畑電車の電力供給源として1927年（昭和2年）に建設された。2010年の映画『RAILWAYS 49歳で電車の運転士になった男の物語』のロケ地として使用され、2011年1月26日に国の登録有形文化財に登録された。
- 平田園郵便局
- 平田船川
- 国道431号

## 隣の駅
一畑電車
■北松江線
■特急「スーパーライナー」（平日朝下りのみ）
通過
■急行
雲州平田駅（9）- 布崎駅（10）- 一畑口駅（13）
■普通
雲州平田駅（9）- 布崎駅（10）- 湖遊館新駅駅（11）